# War Ensemble
«War Ensemble» (с англ. — «Ансамбль войны») — песня Slayer из их пятого студийного альбома Seasons in the Abyss. Являлась одной из самых тяжелых в ротации MTV у группы на момент выхода.

## Музыка
Музыку написал Джефф Ханнеман. Начинается она тяжелым стартом с двумя куплетами (перед вторым припевом идет соло Джеффа Ханнемана). С 2:12 барабанами начинается более медленная часть с небольшим соло Керри Кинга и заканчивается криком Тома Арайа, солиста. После этого идет последний куплет, копирующий почти полностью звучанием первый, завершающий песню.

## Критика
Сайт Digital Dream Door поставил War Ensemble на 19-е место в рейтинге "100 величайших песен треш-метала".

## Появления
- Был снят клип, получивший ротацию на MTV.
- Песня появляется в "Ералаше" (сюжет «Крутая тусовка, 1993)»[3]
- Песня, как одна из лучших и тяжелейших у группы, была спета на концерте "Большой четверки треш-метала" в Софии.
- Песня появляется в фильме Глобальный метал.
- Песня играбельна в играх Guitar Hero: Metallica и Rocksmith 2014.

## Участники записи
- Том Арайа — бас-гитара, вокал
- Джефф Ханнеман — гитара
- Керри Кинг — гитара
- Дэйв Ломбардо — ударные